# Conques-sur-Orbiel
Conques-sur-Orbiel (okcitansko Concas) je naselje in občina v južnem francoskem departmaju Aude regije Languedoc-Roussillon. Leta 2006 je naselje imelo 2.245 prebivalcev.

## Geografija
Kraj leži v pokrajini Languedoc ob rekah Orbiel in Trapel, 8 km severno od središča departmaja Carcassonna.

## Uprava
Conques-sur-Orbiel je sedež istoimenskega kantona, v katerega so poleg njegove vključene še občine Bagnoles, Limousis, Malves-en-Minervois, Sallèles-Cabardès, Villalier, Villarzel-Cabardès, Villegailhenc, Villegly in Villemoustaussou z 9.064 prebivalci.
Kanton Conques-sur-Orbiel je sestavni del okrožja Carcassonne.